# Zjeljoe Zjelev
Zjeljoe Mitev Zjelev (Bulgaars: Желю Митев Желев) (Veselinovo, 3 maart 1935 – Sofia, 30 januari 2015) was een Bulgaars politicus. Hij was van 1990 tot 1997 president van Bulgarije.

## Vroege jaren

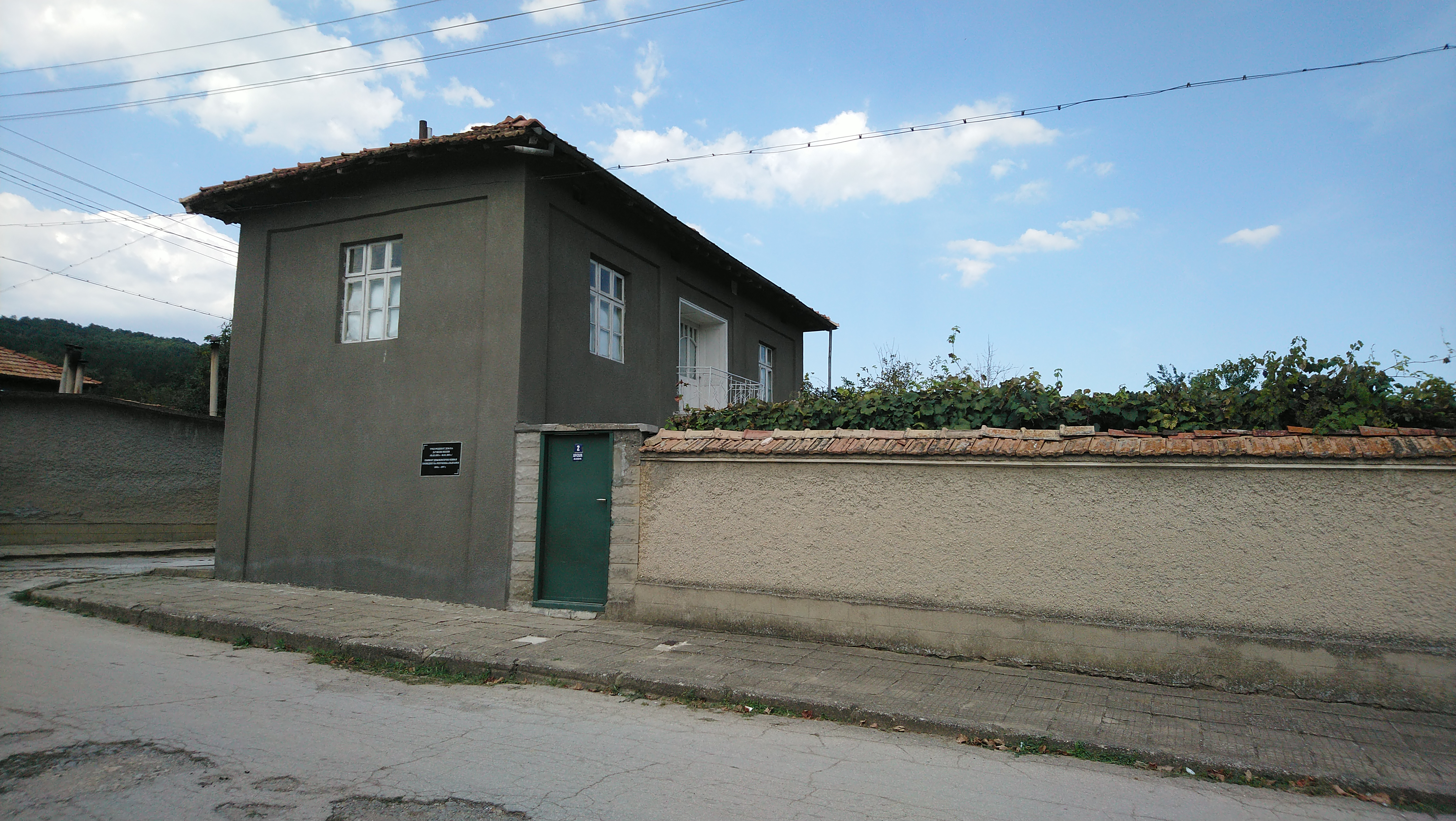
Het geboortehuis van Zjelev in Veselinovo

Zjelev werd op 3 maart 1936 geboren, als zoon van een boerengezin uit het dorpje Veselinovo (Веселиново), in het noordoosten van Bulgarije. Hij heeft 3 broers: Jordan, Christo en Stojan.
Zjeljoe Zjelev studeerde filosofie aan de Universiteit van Sofia St. Kliment Ohridski. In 1958 sloot hij zijn studie af. In 1974 promoveerde hij als doctor in de filosofie.
Zjelev was lid van de Bulgaarse Communistische Partij (BKP) maar werd in 1965 om zijn liberale opvattingen uit de partij gezet. Hij werd het jaar daarop uit Sofia verbannen en was gedurende zes jaar werkloos.
In 1982 verscheen het boek Het Fascisme (Фашизмът) van Zjelev's hand. Dit boek kon gemakkelijk worden gelezen als een allegorie op het communisme.

## Oppositieleider
In 1988 was hij lid van het Ruse Comité en was hij medeoprichter van de Club voor de Steun aan Perestrojka en Glasnost. Deze politieke club voerde oppositie tegen het autocratische communistische bewind van Todor Zjivkov en wilde hervormingen naar Sovjet-Russisch voorbeeld (Gorbatsjov). In 1989 werd Zjelev voorzitter van de Club voor Steun aan Perestrojka en Glasnost. Samen met aanhangers van andere oppositiegroepen, zoals Eco-Glasnost, demonstreerden de aanhangers van de Club voor Steun aan Perestrojka en Glasnost tegen het regime van Zjivkov. Nog in mei 1989 trad de politie hard op tegen demonstraties, maar in november 1989 trad de politie niet meer op tegen de demonstranten. Op 10 november 1989 werd Zjivkov door middel van een paleiscoup terzijde geschoven en volgde zijn minister van Buitenlandse Zaken, Petar Mladenov, hem op als partijleider en staatshoofd. De communistische regering hoopte met deze machtswisseling de bevolking tevreden te stellen. Oppositieleiders als Zjelev en de leider van de oppositievakbond Konstantin Trentsjev waren echter niet tevreden en organiseerden massademonstraties tegen artikel 1 van de Bulgaarse grondwet (deze voorzag in de "leidende rol" voor de BKP) en wilden de invoering van een meerpartijenstelsel. President Mladenov besloot daarop in december 1989 tot het starten van een procedure om artikel 1 af te schaffen en hij kondigde een algemene amnestie af voor politieke gevangenen. Hij wijzigde daarnaast artikel 237 van het Bulgaarse wetboek van strafrecht in die zin dat vreedzame propaganda tegen het regime werd toegestaan. Nadat de onafhankelijke vakbond "Podkrepa" dreigde met een algemene staking, nodigde Mladenov de oppositie uit voor Rondetafelbesprekingen.

## President

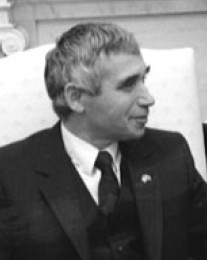
Zjeljoe Mitev Zjelev

Zjeljoe Zjelev, inmiddels voorzitter van de Unie van Democratische Krachten (SDS), nam actief deel aan de Rondetafelgesprekken. Op 3 februari 1990 benoemde Mladenov de hervormingsgezinde communist Andrej Loekanov tot minister-president. Het lukte Loekanov in maart 1990 belangrijke afspraken te maken met de oppositie: het meerpartijenstelsel werd ingevoerd en er werden verkiezingsdata geprikt. 
De verkiezingen in juni 1990 werden gewonnen door de Bulgaarse Socialistische Partij (opvolger van de BKP) en de SDS werd tweede. Mladenov werd tot president gekozen, maar moest op 6 juli van dat jaar na een schandaal aftreden. De verkiezing van een nieuwe president verliep moeizaam, maar op 1 augustus 1990 koos het parlement Zjelev tot president. Op 12 januari 1992 werd Zjelev tijdens de eerste rechtstreekse presidentsverkiezing in de tweede ronde voor vijf jaar gekozen tot president van Bulgarije. In de tweede ronde versloeg Zjelev Velko Voelkanov, de kandidaat die door de BSP werd gesteund. 
Tijdens Zjelev's presidentschap waren de neoliberale Dimitur Dimitrov en de neocommunistische Zjan Videnov premier.
Eind 1996 werd Zjelev's partijgenoot Petar Stojanov tot president gekozen. Hij werd op 22 januari 1997 ingezworen.
Na zijn aftreden als president was Zjelev erevoorzitter van de Liberaal-Democratische Unie en van de Liberale Internationale. Zjelev was initiatiefnemer en voorzitter Balkan Politieke Club, een club van oud-politici uit de Balkanstaten.
Zjelev overleed in Sofia op 79-jarige leeftijd.